# 海约绍隆陶
海约绍隆陶，是匈牙利包尔绍德-奥包乌伊-曾普伦州所辖的一个村。总面积10.97平方公里，总人口836，人口密度76.2人/平方公里（2011年1月1日）。